# 长江三角洲城市群
- 關於地理上的长江三角洲，請見「长江三角洲」。
- 關於面向该城市群的经济发展战略，請見「长江三角洲区域一体化发展」。

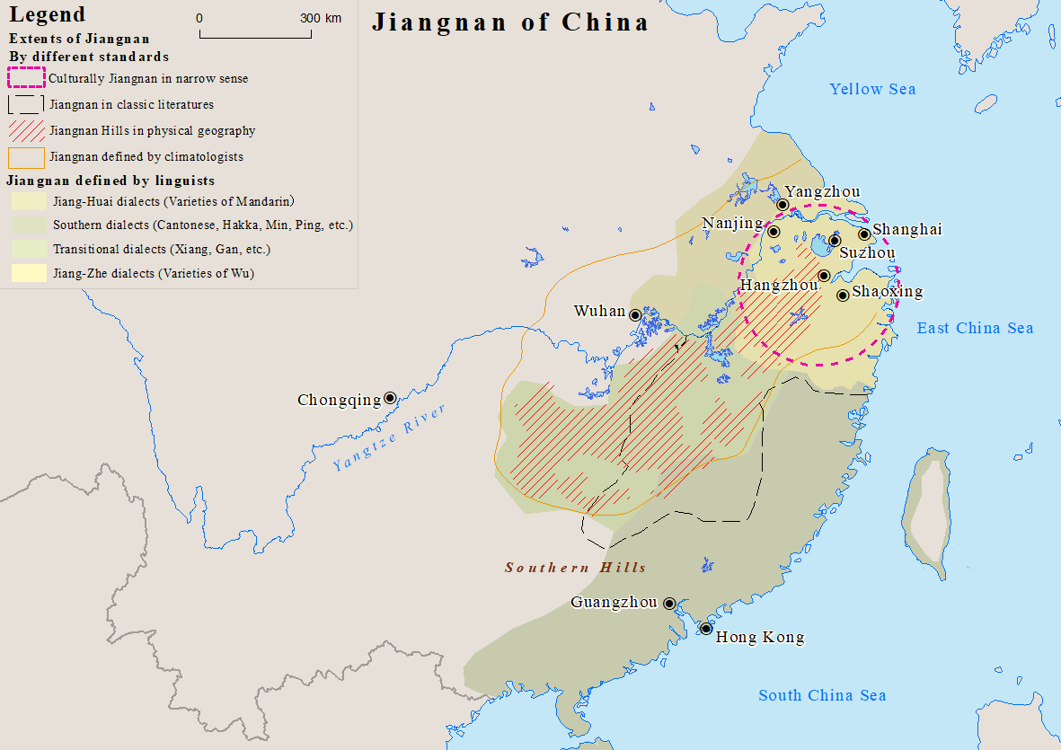
根据不同标准划分的江南范围

长江三角洲城市群，或简称长三角，是中国东部沿海地区的一个发展程度较高的经济区域，是中国人口集聚最多、创新能力最强、综合实力最强的三大区域之一。其雏形为1982年12月22日成立的上海经济区。该区域的功能定位是长江流域对外开放的门户，中国参与经济全球化的主体区域，有全球影响力的先进制造业基地和现代服务业基地，世界级大城市群，全国科技创新与技术研发基地，全国经济发展的重要引擎，辐射带动长江流域发展的龙头。
长江三角洲城市群为规划中的亚洲最大城市群。长三角城市群包括以上海、南京、无锡、常州、苏州、南通、盐城、扬州、镇江、泰州、杭州、温州、宁波、嘉兴、湖州、绍兴、金华、舟山、台州、合肥、芜湖、马鞍山、铜陵、安庆、滁州、池州、宣城为中心区的所有江苏省、安徽省、浙江省、上海市所涵盖区域，面积35.8万平方公里，中心区面积为22.5万平方公里。

## 歷史
1982年12月22日，国务院发出《关于成立上海经济区规划办公室和山西能源基地规划办公室的通知》，决定成立上海经济区，是长江三角洲经济圈的雏形。
1983年3月22日，上海经济区规划办公室在上海正式成立。1983年2月，中央和国务院决定在上海成立国务院上海经济区规划办公室。1983年四、五月间，国务院电子、轻工、纺织、冶金、铁道、机械、水利电力、交通、化工、对外经济贸易和船舶工业总公司等11个部门深入上海经济区，对它的历史和现状作初步考察，到工厂、港口和一些重点建设工程，广泛听取领导、专家、学者等各方面意见。
1984年12月，为使经济区的区域设置更加合理，上海经济区的区域扩大为上海、江苏、浙江、安徽、江西4个省和1个直辖市。扩大后的上海经济区，拥有1.97亿人口，面积52万平方公里。上海经济区最初建立时，包括上海和江、浙两省的10个市、55个县，即上海市和10个郊县；江苏省4个市和18个县；浙江省5个市和27个县，总计区域面积74000平方公里，人口5058万，工农业总产值占全国15.6%，工业总产值占全国19.1%，农业总产值占全国8%。
1986年8月，经国务院批准，东南沿海的福建省正式加入上海经济区，从而使这个范围扩大到五省一市。福建省的加入，为上海经济区提供了更多的资源，如福建的三沙、三都、马尾、泉州、厦门等港口，均可为经济区的物资配套分流，当时已列入国家重点建设项目的水口水电站，是华东地区最大的一个水电站，建成后一部分电力输入苏浙沪皖的华东电网。
1988年6月1日，国家计划委员会决定撤销上海经济区规划办公室，7月，上海经济区最后一次省市长会议在上海举行，处理各项善后工作。至此，规划办历时5年多的艰苦试验画上了句号。。
1992年由上海、无锡、宁波、舟山、苏州、扬州、杭州、绍兴、南京、南通、常州、湖州、嘉兴、镇江14个市经协委（办）发起、组织，成立长江三角洲十四城市协作办（委）主任联席会，至1996年共召开五次会议。1997年，上述14个城市的市政府和新成立的泰州市共15个城市通过平等协商，自愿组成新的经济协调组织──长江三角洲城市经济协调会。
2003年8月，台州正式加入长江三角洲城市经济协调会，成为长三角第16个城市。
2010年3月26日，在浙江省嘉兴市举行的长三角城市经济协调会第十次市长联席会议上，合肥、盐城、马鞍山、金华、淮安、衢州等6个城市正式成为长三角城市经济协调会会员。此次扩容后，协调会成员城市达22个。2010年5月中华人民共和国国务院正式批准《长江三角洲地区区域规划》，将把长三角建成“亚太地区重要的国际门户、全球重要的现代服务业和先进制造业中心、具有较强竞争力的世界城市群”作为发展定位。
2013年，第十三次市长联席会议吸收了徐州、芜湖、滁州、淮南、丽水、温州、宿迁、连云港等8个成员城市后，协调会会员城市扩容至30个。
2016年，长三角规划正式发布，总共26城市，同年由国务院正式批复。
2018年11月5日，中共中央总书记习近平在进博会开幕式演讲中表示“将支持长江三角洲区域一体化发展并上升为国家战略”。
2019年，长三角一体化大会在芜湖召开，标志着长三角一体化进入了新阶段。
2019年10月15日，蚌埠、黄山、六安、淮北、宿州、亳州、阜阳7个城市加入长三角城市经济协调会，並宣佈长三角城市群扩大至全部苏浙皖沪41个城市，至此长三角城市经济协调会成员城市实现了地级以上城市的全覆盖。
2019年底，长三角区域一体化发展文件《长江三角洲区域一体化发展规划纲要》正式发布。

## 经济
- 长三角（GDP）达237300亿元，占全国的24%(2019年)。[13][14]其中，
  - 第一級产业产值为9308.98亿元，占全国的13.2%。[15]
  - 第二級产业产值为96474.57亿元，占全国的24.98%。[15]
  - 第三級产业产值为131365.41亿元，占全国的22.00%。[15]
  - 产业结构为4%∶41%∶55%。

### 农业
- 长三角第一产业总产值9308.98亿元(2019年)，其中：
  - 上海市产值为103.88亿元，占长三角的1.11%；
  - 江苏省产值为4296.28亿元，占长三角的46.15%
  - 浙江省产值为2097亿元，占长三角的22.52%。
  - 安徽省产值为2915.7亿元，占长三角的31.32%。[15]

### 工业
2019年，长三角工业增加值达到96474.57亿元，占大陆工业增加值的比重为24.98%。

### 第三产业
- 长三角第三产业增加值131365.41亿元，占全国第三产业增加值的比重为22.00%。其中：
  - 上海市第三产业增加值为27752.28亿元，占长三角第三产业增加值的比重为21%
  - 江苏省第三产业增加值为51064.73亿元，占长三角第三产业增加值的比重为39%
  - 浙江省第三产业增加值为33688亿元，占长三角第三产业增加值的比重为25%
  - 安徽省第三产业增加值为18860.4亿元，占长三角第三产业增加值的比重为15%。[15]

### 财政
2019年，长三角地区一般预算收入为28,725.1亿元。其中，江苏一般预算收入在长三角中占比最高，约30.64%。

### 居民收入
2019年，长三角地区居民收入水平和消费水平稳步提高。长三角地区2019年安徽省居民可支配收入为26415元，江苏省居民可支配收入为41400元，浙江省居民可支配收入为47332元，上海市居民可支配收入为69442元。

### 对外贸易
长三角对外贸易进出口总值达112,963.82亿元，占全国外贸比重36.4%。

### 金融业
2019年安徽省社会融资规模增量7255.4亿元，比上年增加1157.5亿元。年末安徽省金融机构人民币各项存款余额54377.9亿元，比上年末增加3689.2亿元，增长7.3%；人民币各项贷款余额44289.3亿元，比上年末增加5301.9亿元，增长14.1%；2019年江苏省金融机构人民币存款余额152837.3亿元，比年初增长9.4%，增加13089.6亿元，2019年末江苏省金融机构人民币贷款余额133329.9亿元，比年初增长15.2%，增加17346.8亿元，；浙江省2019年末全部金融机构本外币各项存款余额131299亿元，比上年末增长12.7%；2019年上海市中外资金融机构本外币各项存款余额132820.27亿元，比年初增加11679.94亿元;贷款余额79843.01亿元，比年初增加5609.84亿元。

### 证券业
截至2019年底，上海证券交易所受理了205家企业上市申请，70家企业成功上市，融资额达824亿元。其中有13家上海企业，融资额超过150亿元。2019年江苏全年证券市场完成交易额32.1万亿元。

### 保险业
2019年江苏省保险业原保险保费收入达3750亿元，安徽省保险业实现原保险保费收入约1348亿元，上海人寿2019年保险业务收入126.23亿元，净利润2.31亿元，2019年浙江省渔业互助保险保障力度再创新高，全年共承担主险风险保额1639.21亿元。

### 园区
2019年，长江三角洲规划所提园区为上海张江、安徽合肥2个综合性国家科学中心，虹桥－昆山－相城、嘉定－昆山－太仓、金山－平湖、顶山－汊河、浦口－南谯、江宁－博望等省际毗邻区域，上海临港、苏州工业园区，沪苏大丰产业联动集聚区、上海漕河泾新兴技术开发区海宁分区、中新苏滁现代产业合作园、中新嘉善现代产业合作园等一批省际合作园区。

## 地理区域
长江三角洲城市群以上海为中心，南京、杭州、合肥为副中心，包括江苏、安徽、浙江、上海三省一市，囊括扬子江城市群、杭州湾大湾区和皖江城市带，亦涵盖温台城市群和浙中城市群的部分地区。
2019年，长江三角洲城市群是中国大陆最大的经济圈，其经济总量相当于国内生产总值20%。长江三角洲的进出口总额，财政收入，消费品零售总额均居全国第一。
2019年12月中华人民共和国国务院将把长三角的发展定位为经济快速增长和继续推动对外开放。

### 主要城市
长三角城市群大中小城市齐全，拥有1座超大城市（上海）、1座特大城市（南京）、3座I型大城市（杭州、苏州、合肥），10座II型大城市（温州、宁波、常州、无锡、南通等）、9座中等城市（镇江市、湖州市、嘉兴市、马鞍山市、安庆市、金华市、舟山市等）和42座小城市（铜陵市、滁州市、宣城市、池州市、天长市、溧阳市等），小城镇星罗棋布，城镇分布密度达到每万平方公里80多个，是全国平均水平的4倍左右，常住人口城镇化率达到68%。城镇间联系密切，区域一体化进程较快。。2019年，中心区相比之前的主要城市增加了温州市。

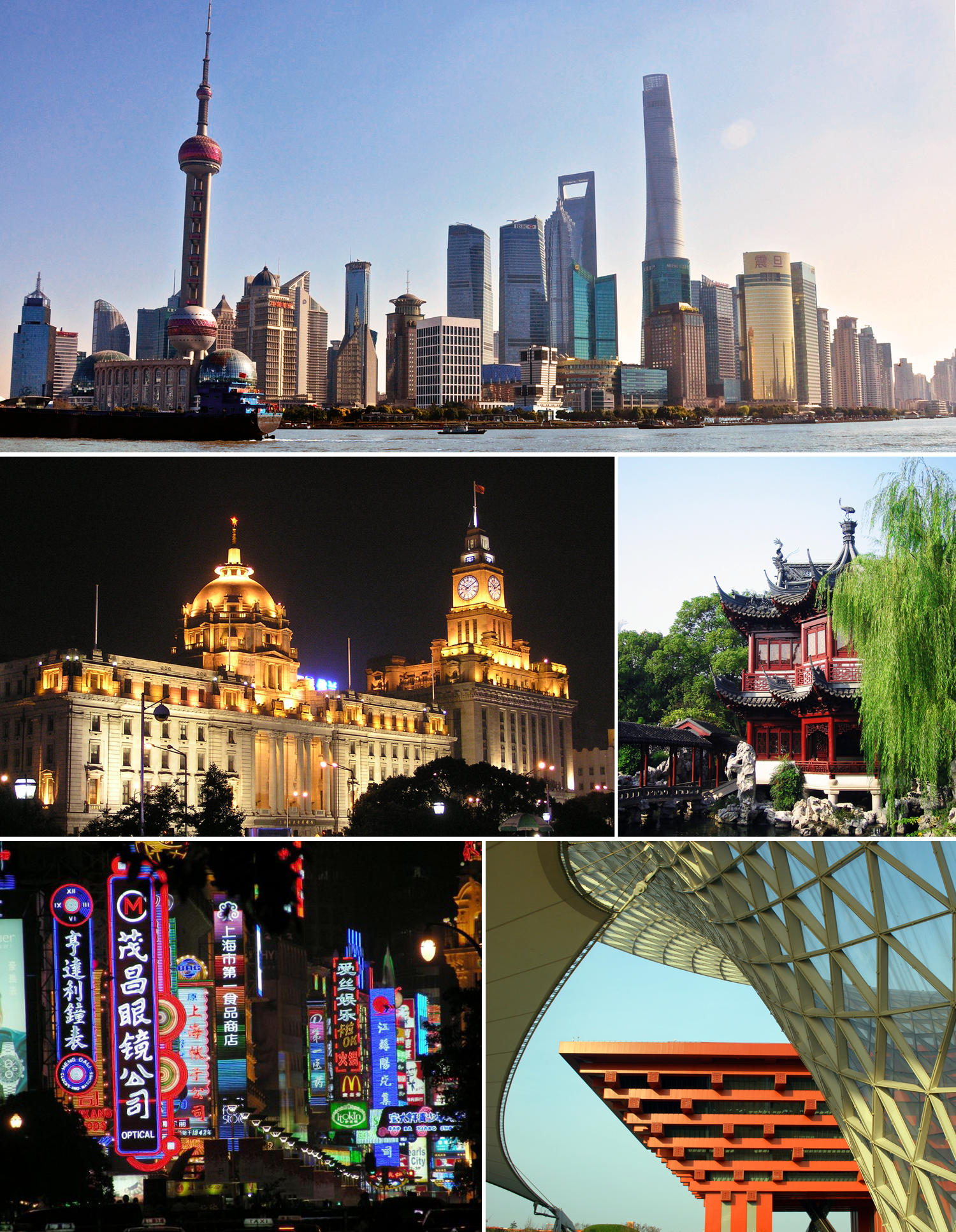
上海
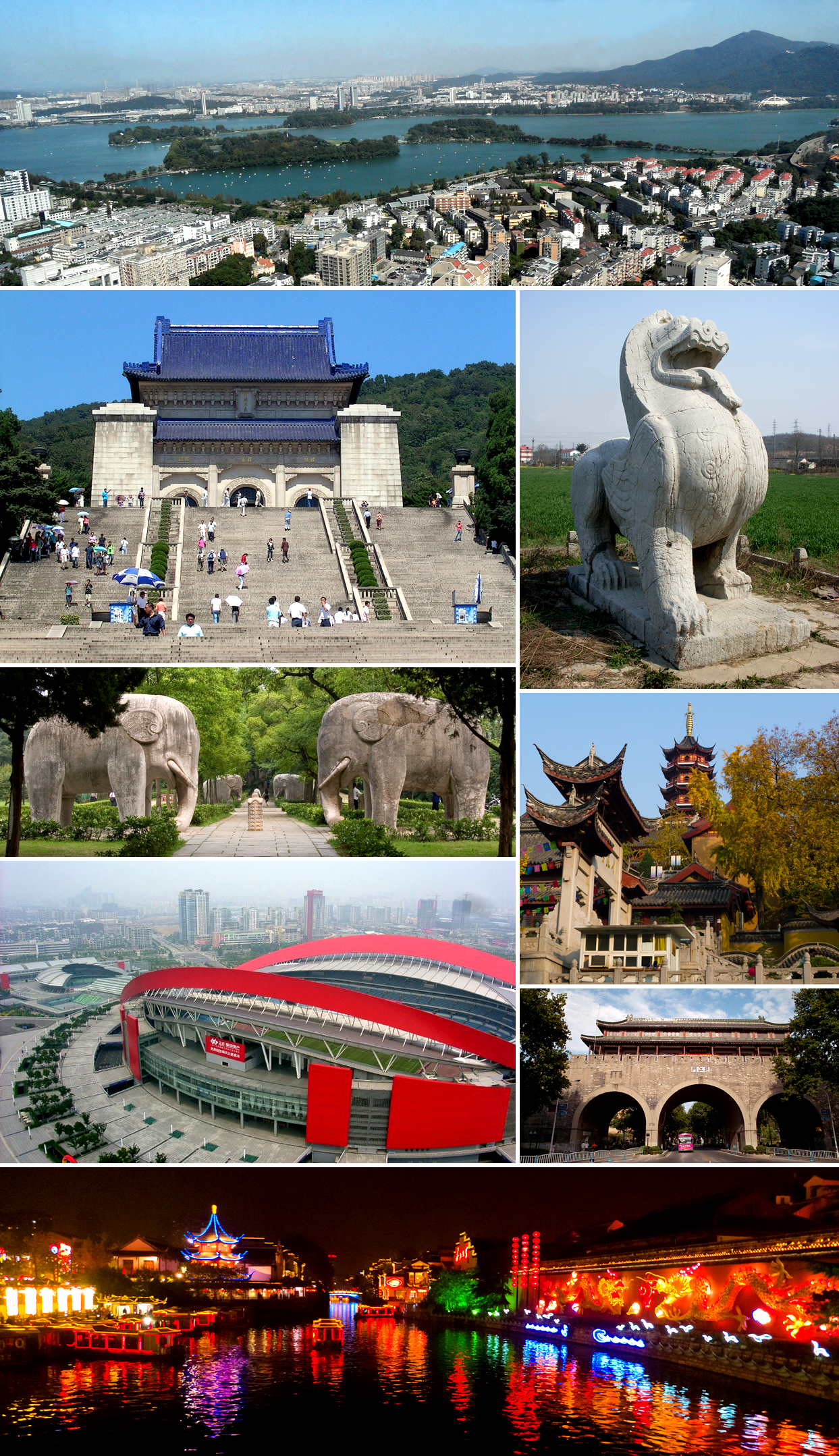
南京
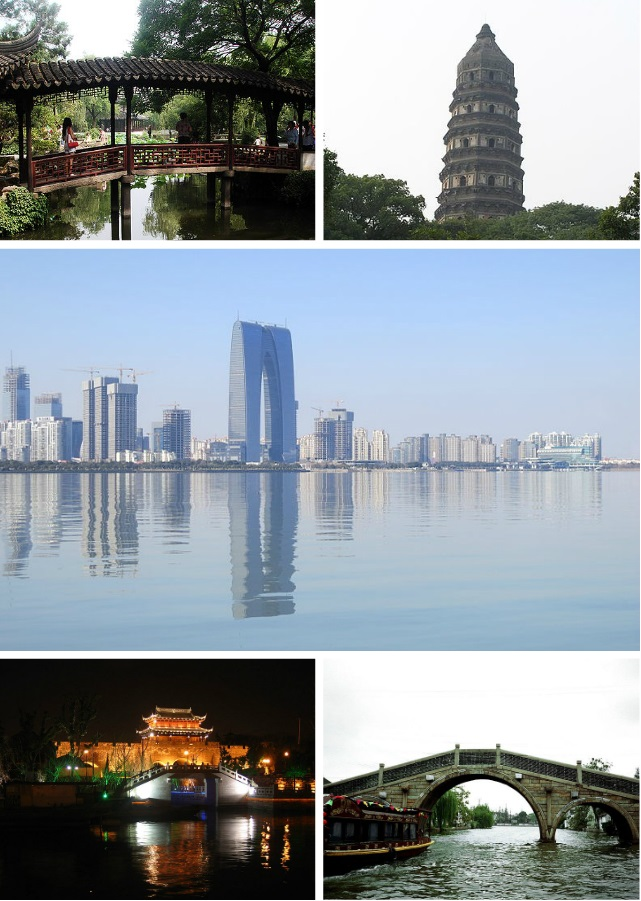
苏州
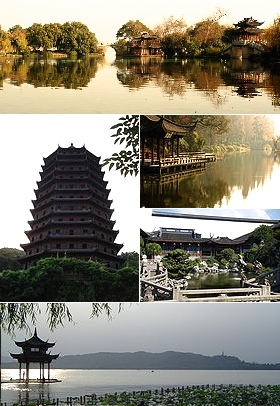
杭州
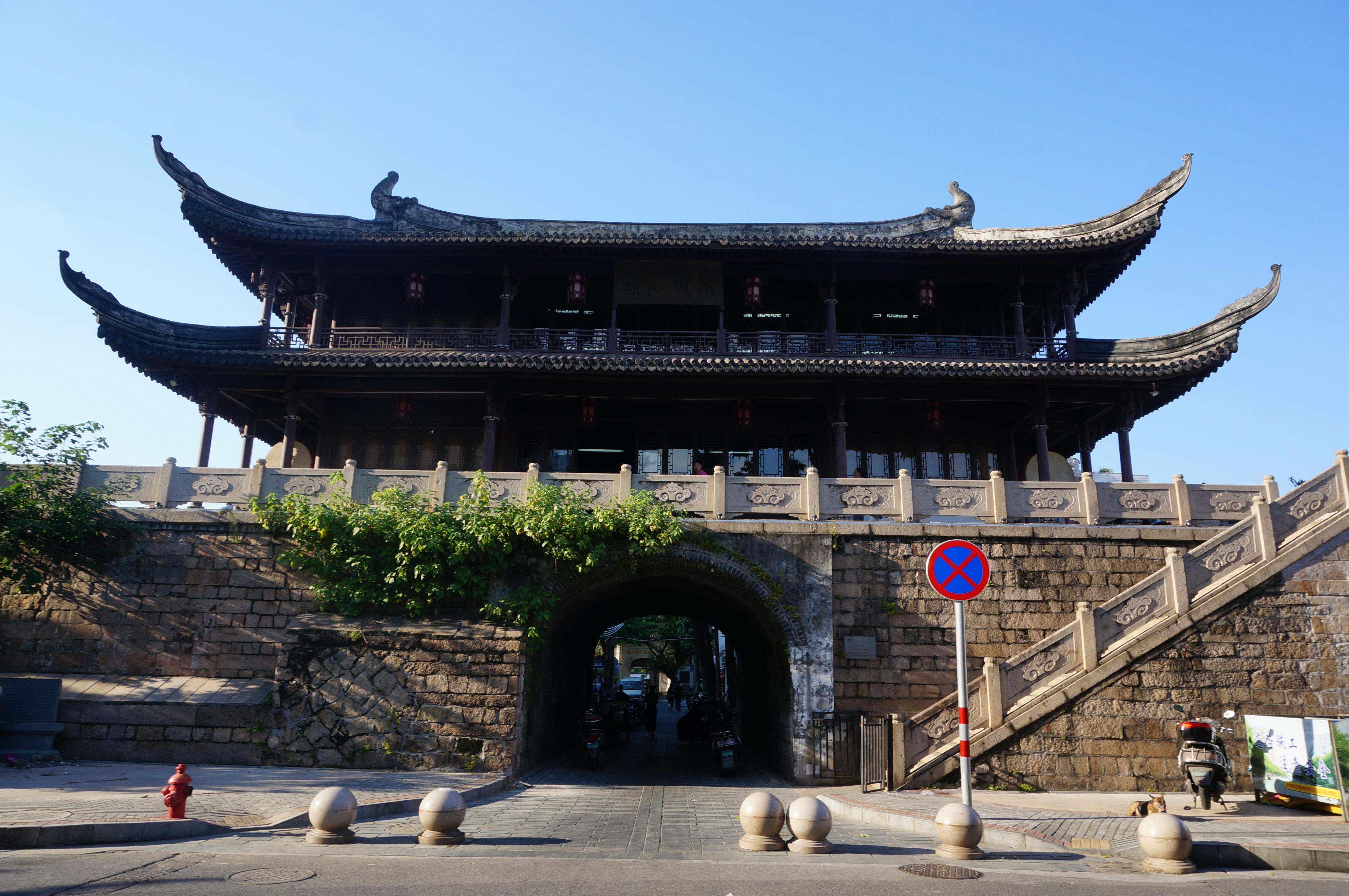
温州
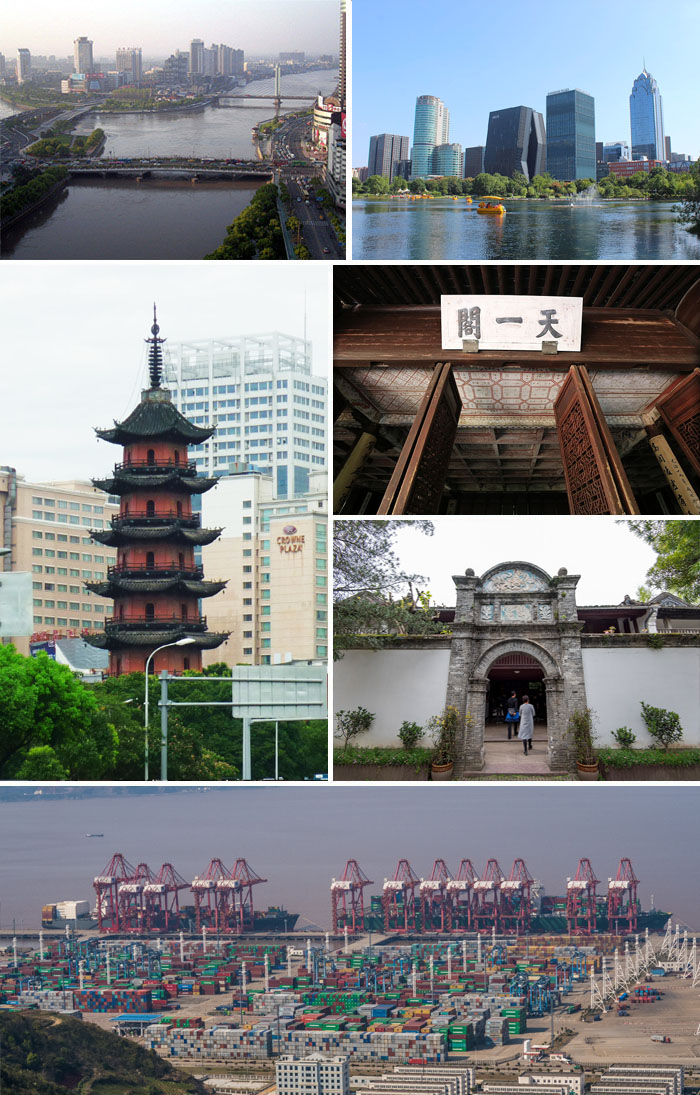
宁波
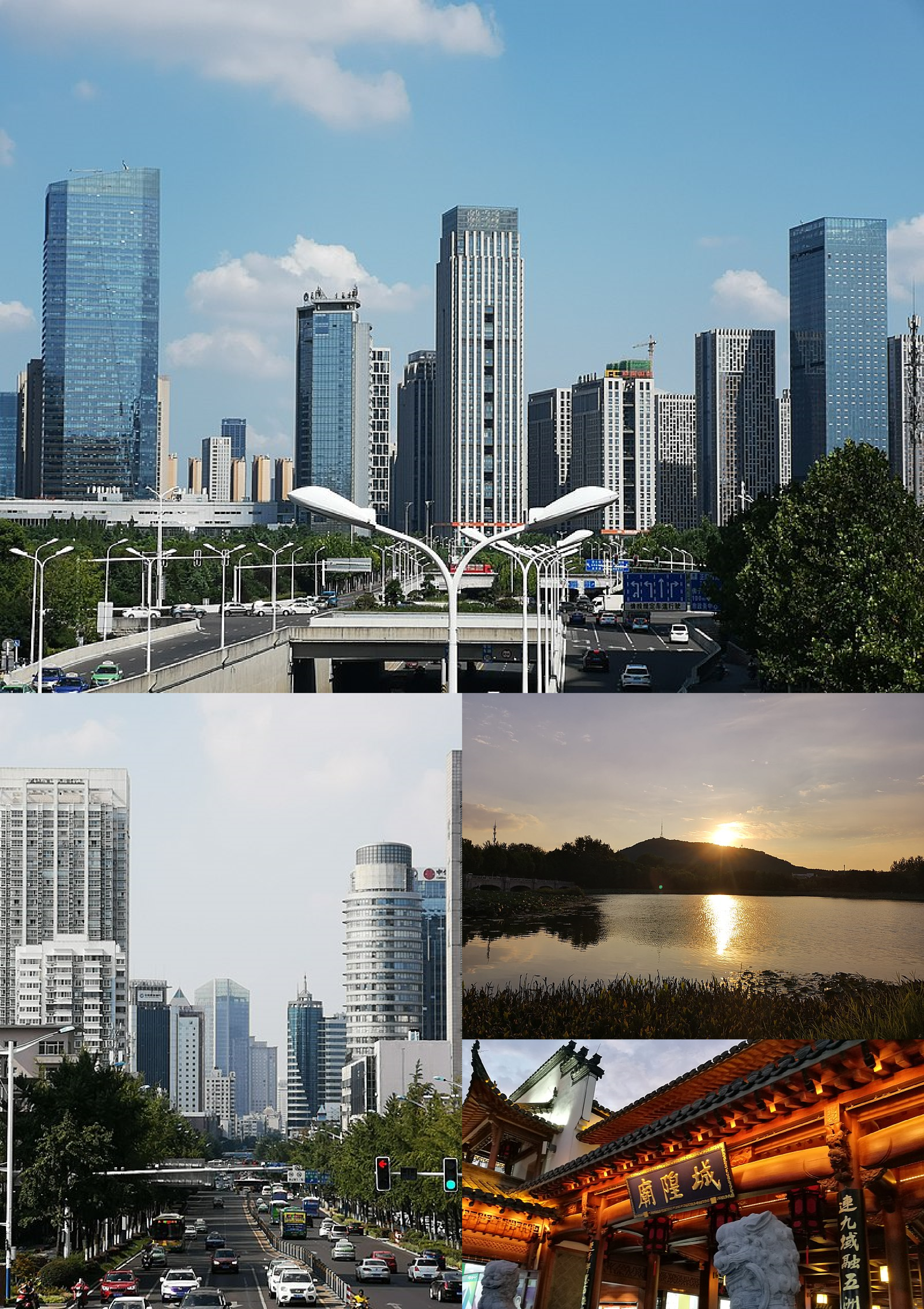
合肥
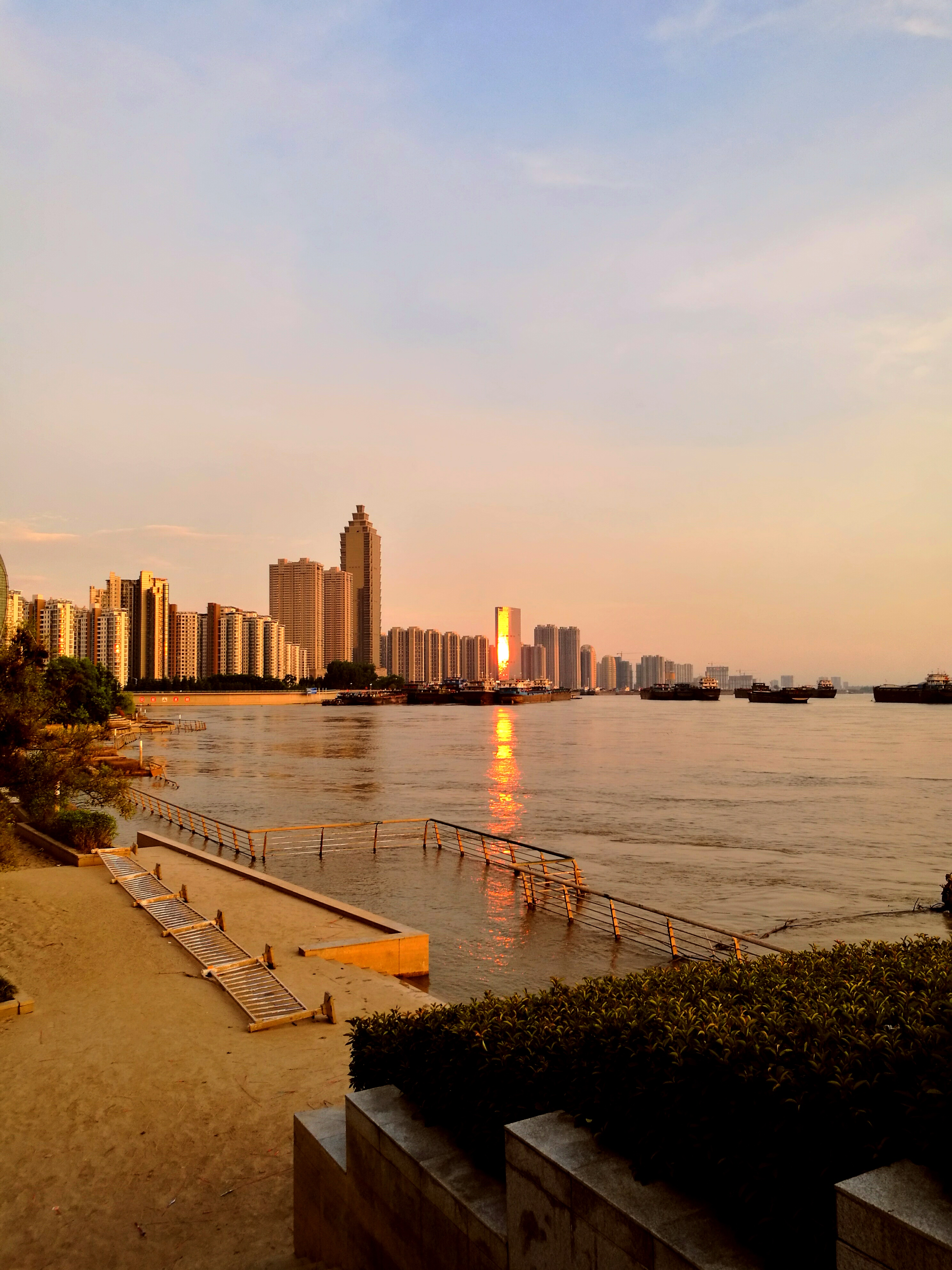
芜湖

| 城市   | 常住人口 （万人） | 生产总值 (2019) (亿元) | 人均GDP （2019） （元） | 简介 |
| ------ | ----------------- | ---------------------- | ----------------------- | --- |
| 上海   | 2428.14           | 38155.32               | 157300                  | 直辖市，国家中心城市，长三角中心城市，国家大科学研究中心，G60科创走廊成员。上海位于中国南北弧形海岸线中部，总人口超过2300万，城区人口世界第一，是中国最大的城市和工商业中心，也是国际金融、贸易、航运中心之一，是当今世界上最繁忙的港口（按货运总量和集装箱数）。 |
| 南京   | 843.62            | 14030.20               | 166309                  | 副省级市，国家区域中心城市，江苏省省会，长三角副中心城市。南京是长江下游承东启西的枢纽城市，在历史上曾作为多个朝代的首都，在带动中西部地区发展上有重要的作用。 |
| 杭州   | 980.6             | 15373.05               | 156772                  | 副省级市，浙江省省会，是中国著名的历史文化名城，长三角副中心城市，G60科创走廊成员。有优良的环境和发达的经济。 |
| 合肥   | 818.9             | 9409.9                 | 114903                  | 安徽省省会，长三角副中心城市。安徽省的政治、经济、教育、金融、科技和交通中心，中国重要的科研基地、工业城市和交通枢纽，皖江城市带核心城市。 |
| 宁波   | 820.2             | 11985.12               | 146124                  | 副省级市，计划单列市，著名的海港城市。位于浙江东北部，地处长江三角洲南翼。 |
| 苏州   | 1072.17           | 19235.8                | 179409                  | 江苏省所辖的地级市，国家历史文化名城。 |
| 无锡   | 657.45            | 11852.3                | 180276                  | 江苏省所辖的地级市。北临长江，南濒太湖，东与苏州接壤，西与常州交界，京杭运河从中穿过。无锡是中国的工业发源地之一。 |
| 常州   | 472.9             | 7400.9                 | 156500                  | 江苏省所辖的地级市。常州位于长江三角洲地区，北濒长江，南邻太湖，西南接安徽省、南京市，东接无锡市，西靠镇江市。与上海、南京两大都市等距相望。 |
| 南通   | 731               | 9383.4                 | 128363                  | 江苏省所辖的地级市，是苏中地区经济核心。位于长江北岸，是长江下游重要港口，南通是著名的近代城市。 |
| 泰州   | 463.57            | 5133.4                 | 110736                  | 江苏省所辖的地级市。泰州位于长江下游北岸。其市区面积1567平方千米，人口162万。南部隔江与镇江、常州、无锡、苏州四市相望，北部与盐城毗邻，东临南通，西接扬州，为苏中入江达海五条航道的交汇处。                                                                       |
| 盐城   | 720               | 5702.3                 | 79198                   | 江苏省所辖的地级市。位于江苏省中部，东濒黄海，拥有众多自然保护区。全市总面积1.69万平方千米，其中耕地面积77.82万公顷，河湖水面1300多平方千米。海洋和滩涂资源十分丰富。                                                                                             |
| 镇江   | 319.64            | 4127.3                 | 129123                  | 江苏省所辖的地级市。位于江苏省南部的长江南岸的苏南城市群之一。是长江与京杭大运河交汇处的一个著名港口城市，以及长江著名的深水港口城市。中华民国大陸时期，镇江曾是江苏省的省会。曾经被称为润州或京口。                                                              |
| 扬州   | 453.1             | 5850.1                 | 129112                  | 江苏省所辖的地级市，历史文化古城。地处江苏中部，长江下游北岸，江淮平原南端，长江三角洲北翼，长江和京杭大运河的交汇点上。 |
| 舟山   | 117.3             | 1371.6                 | 116931                  | 浙江省所辖的地级市。是全国第一个以群岛设市的地级行政区划。拥有国家级新区 — 舟山群岛新区。位于浙江省舟山群岛，地处长江口南侧，杭州湾外的东海海域。行政范围为舟山群岛全部。                                                                                         |
| 嘉兴   | 472.6             | 5370.32                | 113634                  | 浙江省所辖的地级市，是长江三角洲及京杭大运河沿线的重要城市之一。 |
| 湖州   | 302.7             | 3122.43                | 103153                  | 浙江省所辖的地级市，处在江苏省苏州市、无锡市、浙江省杭州市、嘉兴市、安徽省宣城市中间，太湖南岸，是中国环太湖唯一因太湖而得名的城市。 |
| 绍兴   | 503.5             | 5780.74                | 114811                  | 浙江省所辖的地级市，历史文化古城。旧称会稽、山阴、越州，简称越，现在是中国纺织业与小电机、节能光电工业的中心。 |
| 金华   | 560.4             | 4559.91                | 81369                   | 浙江省所辖的地级市，是浙江省中部的中心城市和交通枢纽，工业以汽车、制药、纺织、食品、机械、化工、建材为支柱。 |
| 台州   | 613.9             | 5134.05                | 83630                   | 浙江省所辖的地级市，位于浙江省沿海中部，城区位于椒江入海口，温台地区城市群中心城市。 |
| 温州   | 925               | 6606.11                | 71417                   | 浙江省所辖的地级市，位于浙江省东南部，瓯江下游南岸，为沿海港口城市，亦是中华人民共和国沿海开放城市。是浙江第三大城市。全市总面积12,065平方公里，辖海域1.1万平方公里。                                                                                             |
| 芜湖   | 377.8             | 3618.26                | 95800                   | 安徽省所辖的地级市，位于安徽省东南部，城区位于长江南岸，青弋江与长江汇合处。 |
| 马鞍山 | 236.1             | 2111                   | 89400                   | 安徽省所辖的地级市，位于安徽省东部，皖江城市带、南京都市圈和合肥都市圈的成员之一，拥有发达的钢铁产业。 |
| 安庆   | 472.3             | 2380.5                 | 50400                   | 安徽省所辖的地级市，位于安徽省西南部、皖河入江口，长江北岸港口城市。 |
| 滁州   | 414.7             | 2909.1                 | 70100                   | 安徽省所辖的地级市，位于安徽省东部，皖江城市带、南京都市圈和合肥都市圈的成员之一。 |
| 铜陵   | 164.1             | 960.2                  | 58500                   | 安徽省所辖的地级市，位于安徽省中南部，素有“中国古铜都，当代铜基地”之称，采铜历史可追溯至商朝，皖江都市带成员之一。 |
| 宣城   | 266.1             | 1561.3                 | 58700                   | 安徽省所辖的地级市，位于安徽省东南部，G60科创走廊、皖江城市带成员。 |
| 池州   | 148.5             | 831.7                  | 56000                   | 安徽省所辖的地级市，位于安徽省南部，长江南岸重要的港口城市，皖江城市带成员，地藏菩萨道场九华山的所在地。 |

- 上海
- 南京
- 苏州
- 杭州
- 温州
- 宁波
- 合肥
- 芜湖

### 六大都市圈
长三角城市群包括六大都市圈，即上海大都市圈、南京都市圈、杭州都市圈、合肥都市圈、苏锡常都市圈、宁波都市圈。

## 交通
长江三角洲地区是中国交通最为发达的地区之一。2020年，长三角更高质量交通一体化发展规划正式印发，相比列表新增了一批项目，该规划透露将编制长三角地区多层次轨道交通体系规划，长三角地区多层次轨道交通体系规划已于2021年6月7日正式印发。

### 铁路
- 普速铁路：京沪铁路、沪昆铁路、宣杭铁路、宁西铁路、淮南铁路、宁铜铁路、萧甬铁路、新长铁路、宁启铁路、宿淮铁路、皖赣铁路、合九铁路、铜九铁路、宣杭铁路、庐铜铁路、沪苏通铁路等。

- 高速铁路：京沪高速铁路、合宁铁路、合武铁路、沪宁城际铁路、沪昆客运专线、宁杭客运专线、合蚌客运专线、杭甬客运专线、甬台温铁路、合福客运专线、金温铁路、宁安客运专线、青盐铁路、商杭客运专线、合安九客运专线、连淮扬镇铁路、徐宿淮盐铁路、宁淮铁路（建设中）、北沿江高速铁路(沪渝蓉高速铁路上海至合肥段）（建设中）、沪宁沿江高速铁路、合新客运专线（建設中）、通苏嘉甬铁路（规划中）、合淮城际铁路（规划中）、镇宣城际铁路（规划中）、合马城际铁路（规划中）、沪苏湖铁路、甬台溫高速鐵路（時速 350 km/h/建設中）。

#### 高速磁悬浮
长三角城市群规划的高速磁悬浮铁路有杭绍甬城际(高速磁浮方案)、沪杭金磁悬浮、合肥至芜湖磁悬浮等，建成的有上海磁悬浮。

### 高速公路
- 长江三角洲现有的高速公路包括沪宁高速公路、沪嘉高速公路、沪青平高速公路、上海外环高速公路、上海郊环高速公路、嘉金高速公路、新卫高速公路、莘奉金高速公路、亭枫高速公路、上海迎宾大道、沪芦高速公路、沪崇苏高速公路、浦东机场高速公路、宁杭高速公路、宁马高速公路、宁合高速公路、常马高速公路、苏嘉杭高速公路、沪杭高速公路、杭甬高速公路、苏州绕城高速公路、苏昆太高速公路、乍嘉苏高速公路、杭州绕城高速公路、杭浦高速公路、申苏浙皖高速公路、申嘉湖高速公路、锡澄高速公路、沿江高速公路、上三高速公路、宁波绕城高速公路、甬金高速公路、甬台温高速公路、甬台温复线高速公路、甬舟高速公路、宁靖盐高速公路、穿山疏港高速公路、浙江沿海高速公路（部分通车）、江苏临海高等级公路、宁淮高速公路。[35]

### 机场
- 上海市上海浦东国际机场（洲际机场）、上海虹桥国际机场；
- 江苏省南京禄口国际机场（洲际机场）、苏南硕放国际机场、南通兴东国际机场、常州奔牛机场、扬州泰州机场、盐城南洋机场；
- 浙江省杭州萧山国际机场（洲际机场）、宁波栎社国际机场、温州龙湾国际机场、台州路桥机场、舟山普陀山机场、义乌机场。
- 安徽省合肥新桥国际机场、安庆天柱山机场、阜阳机场、池州九华山机场、芜湖宣州机场。

2020年，长江三角洲交通一体化提出规划建设下列机场：
- 嘉兴机场
- 丽水机场
- 芜湖宣城机场
- 亳州机场
- 蚌埠机场
- 宿州机场
- 滁州机场
- 金寨机场[35]

### 港口

#### 海港
上海市：洋山港
江苏省：盐城滨海港、大丰港
浙江省：宁波北仑港、崇家岙港、温州港、乐清湾港、状元岙港、大小门岛港、大榭港、穿山港，嘉兴海盐港、乍浦港，舟山港，台州大麦屿港、临海港、温岭港

#### 河口港
上海市：上海港外高桥码头、吴淞码头
江苏省：苏州张家港港、常熟港、太仓港，南通港，盐城射阳港
浙江省：宁波镇海港，绍兴上虞港，台州海门港、黄岩港、健跳港

#### 内河港
江苏省：南京港，无锡无锡港、江阴港，常州港，扬州港，镇江港，泰州港，盐城响水港
浙江省：宁波舟山港，杭州港，嘉兴港，湖州港、长兴港，绍兴港、金华港
安徽省：合肥新港、大兴港、撮镇港、上派港、巢湖港，芜湖芜湖港、朱家桥港、裕溪口港、三山港，马鞍山马鞍山港、郑蒲港，铜陵铜陵港、枞阳港，安庆安庆港、华阳港、宿松港，池州新港、江口港、牛头山港，滁州汊河港
- 2020年，长江三角洲计划提升质量的港口工程有：
  - 小洋山北侧开发建设（含集装箱江海联运码头工程等），
  - 温州港乐清湾港区C区一期工程
  - 太仓港区集装箱四期工程
  - 连云港港盛虹炼化一体化项目配套码头工程
  - 徐圩港区一港池二期工程、二港池多用途泊位一期工程
  - 南通港通海港区码头一期工程
  - 南通港通州湾港区码头及配套工程
  - 洋口港区LNG专用码头工程
  - 上海第二液化天然气站
  - 连云港港30万吨级航道二期工程
  - 南通港通州湾港区网仓洪和小庙洪进港航道工程
  - 盐城港响水港区灌河口5万吨级航道工程等沿海港口进港航道工程。[35]

### 大型桥梁
- 上海：南浦大桥、杨浦大桥、徐浦大桥、卢浦大桥、上海长江隧桥、东海大桥
- 江苏：南京长江大桥、南京长江二桥、南京长江三桥、南京长江四桥、南京大胜关长江大桥、江阴长江大桥、润扬长江大桥、苏通长江大桥、五峰山长江大桥、沪通长江大桥
- 浙江：钱塘江大桥、彭埠大桥、西兴大桥、复兴大桥、袁浦大桥、下沙大桥、钱江七桥、九堡大桥、江东大桥、杭州湾跨海大桥、金塘大桥、西堠门大桥、桃夭门大桥、朱家尖海峡大桥、甬莞高速象山港大桥、嘉绍大桥
- 安徽：芜湖长江大桥、芜湖长江二桥、芜湖弋矶山长江大桥、马鞍山长江大桥、铜陵长江大桥、铜陵长江公铁大桥、池州长江大桥、安庆长江大桥、安庆长江铁路大桥、望东长江大桥

2020年，计划建设的过江跨海通道，包括：
- 北沿江铁路沪崇段
- 轨道崇明线
- 南京市域快线18号线
- 南京地铁4、13、14、17号线过江通道
- 常泰、龙潭、苏通第二、崇海、南京七乡河、张靖、南京上元门、江阴第二、江阴第三、宁仪扬城际、南京锦文路、汉中西路、润扬、池州长江公铁大桥、芜湖城南、芜湖龙窝湖、宿松、海口、池安、江口、梅龙、铜陵横港、铜陵开发区、芜湖泰山路、马鞍山龙山路、马鞍山姑孰、马鞍山九华路、马鞍山湖北路、马鞍山慈湖、安庆（第二）等过江通道
- 沪甬、沪舟甬、东海二桥等跨海通道[35]

### 城市轨道交通
- 运营中：上海地铁、南京地铁、苏州轨道交通、杭州地铁、宁波轨道交通、无锡地铁、合肥轨道交通、上海磁悬浮列车、张江有轨电车、浦江线、苏州高新有轨电车、温州轨道交通、常州地铁、徐州地铁、芜湖轨道交通、嘉兴有轨电车、绍兴轨道交通、南通轨道交通、松江有轨电车、金华轨道交通、台州轨道交通、镇江城市轨道交通、滁州轨道[38][39]
- 建设中：蚌埠有轨电车。[40]
- 规划中：嘉兴轨道交通、温州市轨道交通M1线、温台连接线、西虹桥有轨电车、嘉定有轨电车、马鞍山市轨道交通、铜陵市轨道交通、阜阳磁悬浮、盐丰磁悬浮。[41]

2020年，长江三角洲发展规划提出建设中心城区城市轨道交通。2020年，湖州争取中心城区四条线纳入长三角地区多层次轨道交通体系规划。

### 市郊通勤轨道交通
- 运营中：金山铁路、甬余城际、绍兴风情旅游新干线、上海9号线、上海11号线、上海16号线、上海17号线、虹桥浦东联络线、南京S1号线、南京S3号线、南京S4号线、南京S6号线、南京S7号线、南京S8号线、南京S9号线、温州市域铁路S1线、温州S2线、杭临城际、宁波3号线、台州S1线、金华金义东线、杭州6号线、绍兴1号线、杭海城际、锡澄线。
- 建设中：南京S2号线、南京地铁S5号线、温州市域铁路S3线、合肥S1线、嘉闵线、崇明线、南枫线、杭德城际、甬慈线、甬象线、锡宜线、台州S2线、沪嘉城际铁路。
- 规划中：沪杭磁悬浮、合肥S2线、合肥S3线、合肥S4线、合肥S6线、温台连接线、苏硕线、金永城际、永东城际、金兰城际、横磐城际、金龙城际、金缙城际、台州S3线、台州S4线、温台城际、南江城际、芜湖轨道R1线、芜湖轨道R2线、芜湖轨道R3线、芜湖轨道R4线、安庆轨道S1线、安庆S2线、安庆S3线、余慈线。[41]

2020年，长江三角洲发展规划中，提出规划研究以及建设以下线路：
- 水乡旅游线
- 黄山旅游T1线
- 上海经苏州无锡至常州铁路
- 南京至马鞍山铁路
- 南京至滁州铁路
- 南京经仪征至扬州铁路
- 杭州至德清铁路
- 宁波至象山铁路
- 杭州下沙至长安铁路
- 上海机场联络线（含南站支线）
- 上海嘉闵线（含北延伸）
- 上海崇明线
- 上海南汇支线
- 上海市域17号线西延伸
- 金山至平湖
- 南京市域18号线
- 镇江市域句容至茅山线
- 温州市域S2线一期工程
- 温州市域S3线一期工程
- 台州市域S2线调整
- 合肥新桥机场S1线等市域（郊）铁路
- 实施一批既有铁路的市域（郊）功能改造

此外，南京日报透露宁和城际二期列入长三角地区多层次轨道交通体系规划，江北新区透露宁滁城际南京段列入长三角地区多层次轨道交通体系规划，人大代表陆永泉提议将江苏城际铁路列入长三角地区多层次轨道交通体系规划，靖江透露锡澄靖城际也在此规划中，滁州力争宁天城际二期，和县--全椒--滁州--天长--扬州城际，滁州—乌衣—南京城际列入该规划。湖州市力争南通至苏州至湖州城际铁路、水乡旅游线、湖州至嘉兴城际、湖州至德清市域铁路、湖州至安吉市域铁路、安吉至德清市域铁路纳入长三角多层次轨道交通体系规划。同年，南通规划江海快线、机场快线纳入国家长三角多层次轨道交通体系规划，同年，中华铁道网曝光安徽省合肥地铁S2、S3、S4、S5正申请纳入《长三角地区多层次轨道交通一体化发展规划》。